# فضای استون
در توپولوژی و حوزه‌های مرتبط از ریاضیات، فضای استون که به نام فضای پرافاینیت یا مجموعه پرافاینیت نیز شناخته می‌شود، فضایی فشرده، هاوسدورف و کاملاً گسسته است. این فضاها به افتخار مارشال هاروی استون نام‌گذاری شده‌اند که در دهه ۱۹۳۰ آن‌ها را در حین بررسی جبر بول معرفی و مطالعه کرد. تحقیقات او در نهایت به قضیه نمایش جبر بول منجر شد.

## شرایط معادل
شرایط زیر درباره فضای توپولوژیکی X معادل هستند:
1. {\displaystyle X} یک فضای استون است.
2. {\displaystyle X} یک با حد پروژه‌ای (در دسته فضاهای توپولوژیکی) یک سیستم معکوس از فضاهای گسسته متناهی هم‌ریخت است.
3. {\displaystyle X} فشرده و کاملاً جدا شده است.
4. {\displaystyle X} فشرده، T0 و صفر-بعدی (به معنای بعد القایی کوچک) است.
5. {\displaystyle X} هم‌ساز و هاوسدورف است.

## مثال ها
مثال‌های مهم از فضاهای استون شامل موارد زیر است:  
- فضاهای گسسته متناهی
- مجموعه کانتور
- فضای اعدادصحیح ( ادیک{\displaystyle p-}) از ({\displaystyle \mathbb {Z} _{p}}) برای هر عدد اول {\displaystyle p}.

با تعمیم این مثال‌ها:  
- هر ضرب از تعداد دلخواهی از فضاهای گسسته متناهی یک فضای استون است.
- فضای توپولوژیکی مربوط به هر گروه پرافاینیت نیز یک فضای استون است.
- فشرده‌سازی استون–چخ اعداد طبیعی با توپولوژی گسسته، و در واقع هر فضای گسسته، یک فضای استون است.

## قضیه نمایش استون برای جبرهای بول
به هر جبر بول {\displaystyle B}می‌توان یک فضای استون {\displaystyle S(B)} نسبت داد به این صورت که عناصر {\displaystyle S(B)} اولترافیلترهای روی  {\displaystyle B}  هستند و توپولوژی روی  {\displaystyle S(B)}، که به توپولوژی استون معروف است، توسط مجموعه‌هایی به شکل  
{\displaystyle \{F\in S(B):b\in F\}}
که در آن {\displaystyle b\in B}، ایجاد می‌شود.
قضیه نمایش استون برای جبرهای بول بیان می‌کند که هر جبر بول با جبر بول مجموعه‌های بسته-باز (clopen sets) فضای استون {\displaystyle S(B)} هم‌ریخت است. علاوه بر این، هر فضای استون {\displaystyle X} با فضای استون مربوط به جبر بول مجموعه‌های بسته-باز{\displaystyle X} هم‌ریخت است.
این تخصیص‌ها به صورت تابعی هستند و دوگانگی دسته‌نظری بین دسته جبرهای بول (با همومورفیسم‌ها به عنوان ریخت‌ها) و دسته فضاهای استون (با نگاشت‌های پیوسته به عنوان ریخت‌ها) را به دست می‌دهند.
قضیه استون الهام‌بخش مجموعه‌ای از دوگانگی‌های مشابه شد که اکنون با نام دوگانگی‌های استون شناخته می‌شوند.

## ریاضیات فشرده (Condensed Mathematics)
دسته فضاهای استون با نگاشت‌های پیوسته، با دسته پرافاینیت مجموعه‌های متناهی معادل است. این مسئله دلیل نام‌گذاری «مجموعه‌های پرافاینیت» را توضیح می‌دهد. مجموعه‌های پرافاینیت هسته پروژه ریاضیات فشرده هستند که در آن، هدف جایگزینی فضاهای توپولوژیکی با «مجموعه‌های فشرده» است. در این روش، یک فضای توپولوژیکی {\displaystyle X}با تابعی که یک مجموعه پرافاینیت {\displaystyle S} را به مجموعه نگاشت‌های پیوسته از {\displaystyle S} به {\displaystyle X} نگاشت می‌دهد، جایگزین می‌شود.